# حلف الأحلاف لعقة الدم
حلف الأحلاف لعقة الدم هو حلف بين عدد من أفخاذ وبطون قبيلة قريش قبل الإسلام، وقد عقدته بعض أفخاذ قريش لدعم بني عبد الدار بن قصي في نزاعهم ضد بني عبد مناف بن قصي. ولم يدرك النبي محمد هذا الحلف.

## عقد الحلف
أراد بنو عبد مناف أخذ ما منحه قصي لإخوتهم بني عبد الدار وبنيه من الحجابة والسقاية والرفادة واللواء والندوة وجمعوا لذلك من حالفهم في حلف المطيبين.
فسار بنو عبد الدار وسيدهم عامر بن هاشم بن عبد مناف بن عبد الدار إلى بني سهم فقالوا لهم: «امنعونا من بني عبد مناف»، فلما سمع بهم بنو عبد مناف عقدوا حلف المطيبين، فذبح بنو سهم بقرةً وقالوا: «من أدخل يده في دمها ولعق منه فهو منا» ودخلت معهم عشائر هذا الحلف. وتعاهدوا عند الكعبة حلفا مؤكدا، على أن لا يتخاذلوا ولا يسلم بعضهم بعضا، فسموا الأحلاف، وقالوا: «قد أعتدنا لكل قبيلة قبيلة».
وفي المقابل جمعت لهم بنو عبد مناف ومن حالفها في حلف المطيبين. وعبأت كل قبيلة، فعبيت بنو عبد مناف لبني سهم، وعبيت بنو أسد لبني عبد الدار، وعبيت زهرة لبني جمح، وعبيت بنو تيم لبني مخزوم، وعبيت بنو الحارث بن فهر لبني عدى بن كعب. ثم قالوا: «لتفن كل قبيلة من أسند إليها». وجمعوا للحرب ثم تداعوا إلى الصلح، على أن يعطوا بنى عبد مناف السقاية والرفادة، وأن تكون الحجابة واللواء والندوة لبني عبد الدار كما كانت. ففعلوا ورضى كل واحد من الفريقين بذلك، وتحاجز الناس الحرب، وثبت كل قوم مع من حالفوا حتى ظهر الإسلام.

## عشائر حلف الأحلاف
عقدت حلف الأحلاف 5 فصائل من قريش هي:
1. بنو عبد الدار بن قصي
2. بنو مخزوم بن يقظة
3. بنو سهم بن عمرو
4. بنو جمح بن عمرو
5. بنو عدي بن كعب